# Poa umbricola
Poa umbricola är en gräsart som beskrevs av Joyce Winifred Vickery. Poa umbricola ingår i släktet gröen, och familjen gräs. Inga underarter finns listade i Catalogue of Life.